# 中村屋 (ラーメン店)
中村屋（なかむらや）は、神奈川県海老名市にあるラーメン専門店。

## 概要

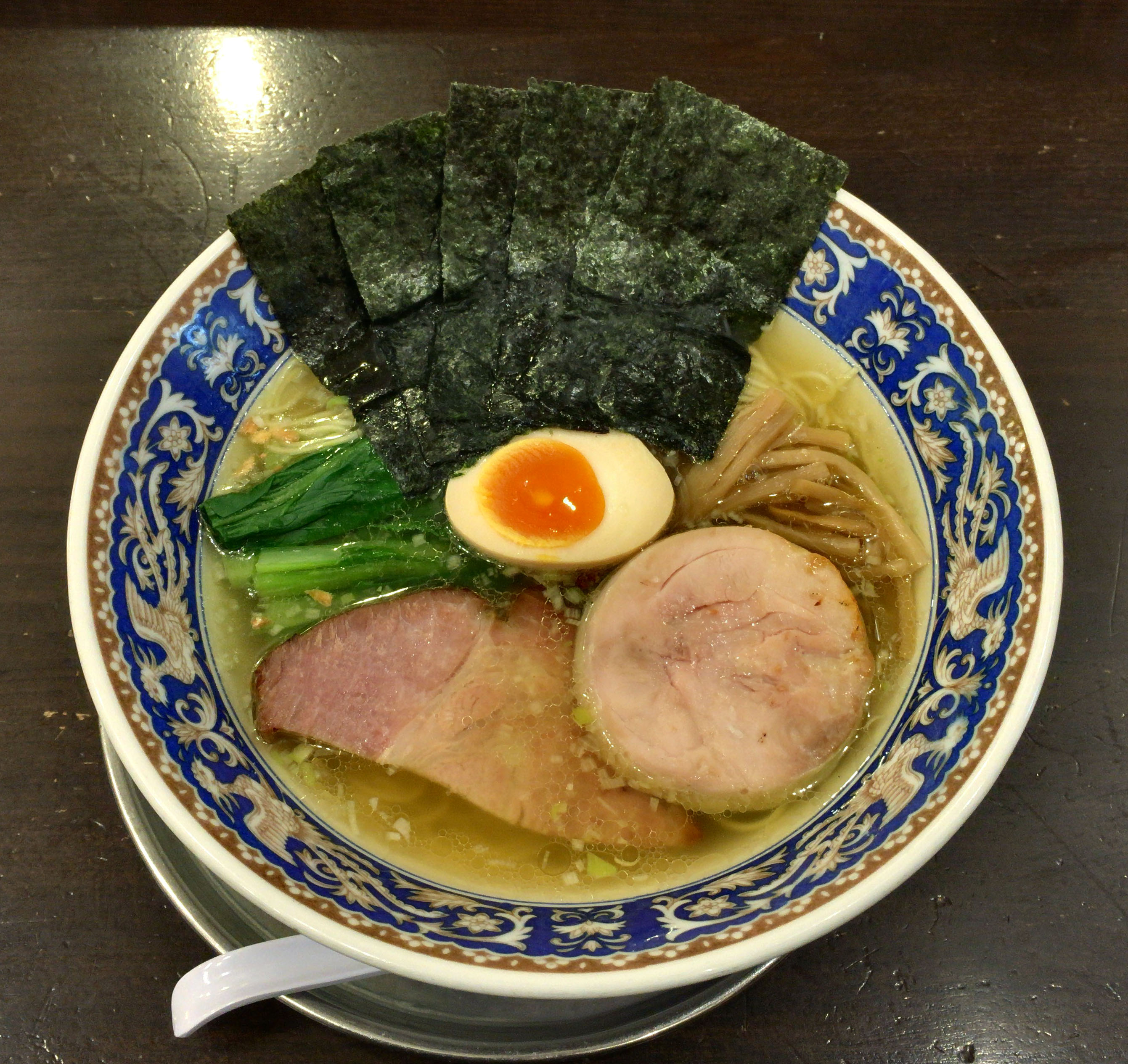
中村屋らーめん 塩

1999年に店主の中村栄利が22歳のときに開店したラーメン店で、当時の最寄り駅は小田急江ノ島線高座渋谷駅。豚骨及び鳥ガラを主体とした出汁に、魚介の出汁をあわせた透き通った汁が大きな特徴で、くじら軒の影響が認められるが、店主が北米留学中にインスタントラーメンを基本に「独学で開発した」と答えている。このようなラーメンを一部の雑誌・ご当地ラーメン分野などにおいて、神奈川県内の同系統のラーメンを分類する目的で「神奈川端麗系」または「神奈川淡麗系」と表現している。
葱以外の具が載っていない「かけそば」のメニュー採用、中村栄利が湯切りの際に行う独特の動き（天空落とし）、22歳の若さでラーメン店を開業したことなどから、まずラーメン愛好者の間で話題となり、続いて石神秀幸、大崎浩史などの評論家が雑誌、インターネットなどで中村屋を紹介したことで、広範囲なメディアにてその存在が取り上げられるようになった。
2001年には、講談社の雑誌TOKYO1週間で毎年開催されているラーメン・オブ・ザ・イヤーにて優秀賞を獲得。2002年には同賞のしょうゆラーメン部門にて最優秀賞を獲得した（以降、同賞にて毎年優秀賞などを受賞している）。また、2003年には日本テレビが制作したテレビ番組にてグランプリを獲得している。
2002年には、十勝新津製麺（現・とかち麺工房）から中村屋のメニュー「かけそば」を模したカップラーメン「中村屋 かけそば・しお」が、2006年11月27日には「中村屋 かけそば・しょうゆ」が発売され、各コンビニエンスストアで購入が可能であった（後に終売）。
中村屋は大和店以外にも、神奈川県海老名市にラーメンのメソッドを応用したディナーコースを提供する麺処・中村屋エッセンス（中村屋essence）を営業していた。また、中村栄利の実兄中村比呂人が中村屋の製法をベースにしたラーメン店「ZUND-BAR」（神奈川県厚木市七沢温泉）、「AFURI」（東京都渋谷区恵比寿）を営業している。
大和市の区画整備に伴い、大和店での営業は2007年4月13日をもって終了し、4月27日より神奈川県海老名市の中村屋エッセンスに移転統合し「中村屋海老名店」となった。これに伴い、中村屋エッセンスは不定期営業となったが、2009年7月2日に休止が発表された。
2010年8月1日、支店として「中村屋吉祥寺店」が開店したが、直営店ではない。運営は(有)MSKY社でありWeST PArK CaFE代表の鈴木康博であるが、中村屋としては迷惑している模様。
2009年11月より通信販売を開始したが、吉祥寺店の開店に伴い2010年中盤以降休止となっている。

## 中村屋キャラバン
2007年9月14日、中村屋としては初の支店となる移動式ラーメン店『中村屋キャラバン』が登場。常設営業地は長野県下伊那郡阿智村の昼神温泉。ドラマ『温泉へ行こう5』の舞台となった昼神温泉の旅館『石苔亭いしだ』が運営し、不定期に近隣地域（飯田下伊那・東濃・東三河など）のイベントに出張して営業する（メニューは限定される）。
中村屋は暖簾分けはしない方針であったが、以前昼神温泉にあったラーメンバス店主が亡くなったことにより、いわゆる屋台ラーメンが廃業。一つの名物だったラーメン屋台を中村屋の看板で復活させたいとの声を聞き、お役に立てるのなら、と承諾。店舗はアメリカ製ヴィンテージキャンピングカー・エアストリーム、牽引するのはフォード・ブロンコ。